# Tổng công ty Dầu khí Kuwait

Trụ sở chính của Tổng công ty Dầu khí Kuwait (KPC) ở Gulf Street.

Tổng công ty Dầu khí Kuwait (tiếng Ả Rập: مؤسسة البترول الكويتية) là công ty dầu hỏa quốc gia của Kuwait, có trụ sở tại Thành phố Kuwait. Các hoạt động của Tổng công ty Dầu khí Kuwait (KPC) tập trung vào việc thăm dò dầu khí, sản xuất, hóa dầu, lọc dầu, tiếp thị và giao thông vận tải. KPC sản xuất khoảng 7% tổng số dầu thô của thế giới. Kế hoạch KPC dự định đạt được năng lực sản xuất dầu thô tại Kuwait là 3 triệu thùng mỗi ngày vào năm 2010, 3,5 triệu thùng mỗi ngày vào năm 2015 và 4,0 triệu thùng mỗi ngày vào năm 2020. Nó thu hoạch được 251,94 tỷ USD vào năm 2014.